# Gerhard Aichinger
Gerhard Friedrich Alfred Aichinger (* 4. Jänner 1900 in St. Pölten, Niederösterreich; † 6. April 1978 in Berlin) war ein österreichisch-deutscher Schriftsteller. Er schrieb unter den Pseudonymen Gerhard Aick, Gerhard Dick, Eva Leitgeb und Ferdinand Schwartz bzw. Ferdinand Schwarz.

## Leben
Der ideologisch rechtsgerichtete Autor studierte Staatswissenschaften und promovierte an der Universität Wien zum Dr. rer. pol. Er trat zum 1. November 1930 der NSDAP bei (Mitgliedsnummer 360.342) und förderte als Redakteur der Deutschösterreichischen Tages-Zeitung den jungen Heimito von Doderer. Aichinger feierte in den 1930er-Jahren einige Erfolge als Dramatiker, vor allem mit dem Stück Caroline von England. Er arbeitete seit 1934 beim DNB und war 1938 bis 1939 führend an der Liquidation der österreichischen Amtlichen Nachrichtenstelle (ANA) beteiligt. 
Nach 1945 war er vornehmlich als Jugendbuchautor tätig und lebte in Berlin. Aichinger spezialisierte sich auf das Nacherzählen von Sagen und gab zum Beispiel einen weit verbreiteten Band mit deutschen Götter- und Heldensagen heraus.
Aichinger starb 1978 im Alter von 78 Jahren in einem Berliner Krankenhaus. Er war verwitwet von Gertrude Hermine geb. Antropp, die er 1938 in Wien geheiratet hatte. Sein Bruder war der Schauspieler Heribert Aichinger.

## Werke
- Schwarze Fahne, Leipzig 1934 (unter dem Namen Gerhard Aick).
- Kleinod in die Silbersee gefaßt, Leipzig 1936.
- Caroline, Königin von England, Leipzig 1937 (unter dem Namen Gerhard Aick).
- „Hochzuverehrendes Publikum …!“, Leipzig 1941.
- Der unsichtbare Feind, Leipzig 1943.
- Deutsche Heldensagen, Wien [u. a.] 1950 (unter dem Namen Gerhard Aick).
- Die schönsten Rittersagen des Mittelalters, Wien [u. a.] 1952 (unter dem Namen Gerhard Aick).
- Schweres Eis voraus!, Wien [u. a.] 1953 (unter dem Namen Gerhard Aick).
- Es geht um Sekunden, Wien [u. a.] 1955 (unter dem Namen Gerhard Aick).
- Wasser für Australien, Wien [u. a.] 1957 (unter dem Namen Gerhard Aick).
- Sagen der verlorenen Heimat, Wien [u. a.] 1959 (unter dem Namen Gerhard Aick).
- Die Befreiung des Kindes, Hamburg 1962 (unter dem Namen Gerhard Aick).
- Tolldreiste Geschichten der Deutschen, Schmiden b. Stuttgart 1965 (unter dem Namen Ferdinand Schwarz).

## Herausgeberschaft
- Gustav Schalk: Römische Götter- und Heldensagen, Wien [u. a.] 1954 (herausgegeben unter dem Namen Gerhard Aick).
- Geschichte lebt, Wien [u. a.] 1957 (herausgegeben unter dem Namen Gerhard Aick, zusammen mit Hanns Leo Mikoletzky und Robert Waissenberger).
- Harriet Beecher-Stowe: Onkel Toms Hütte, Wien [u. a.] 1964 (herausgegeben unter dem Namen Gerhard Aick).
- Gottfried August Bürger: Münchhausen, Wien [u. a.] 1965 (herausgegeben unter dem Namen Gerhard Aick).